# 67-я механизированная бригада
67-я механизированная Краснознаменная, ордена Суворова бригада — механизированная  бригада Красной армии в годы Великой Отечественной войны.
Сокращённое наименование — 67 мбр.

## Формирование и организация
Сформирована в августе 1943 г. во Владимире.

## Боевой и численный состав
Бригада сформирована по штатам № 010/420 — 010/431:
Управление бригады (штат № 010/420)
1-й мотострелковый батальон (штат № 010/421)
2-й мотострелковый батальон (штат № 010/421)
3-й мотострелковый батальон (штат № 010/421)
Минометный батальон (штат № 010/422)
Артиллерийский дивизион (штат № 010/423)
Рота ПТР (штат № 010/424)
Рота автоматчиков (штат № 010/425)
Разведывательная рота (штат № 010/426)
Рота управления (штат № 010/427)
Рота техобеспечения (штат № 010/428)
Инженерно-минная рота (штат № 010/429)
Автомобильная рота (штат № 010/430)
Медико-санитарный взвод (штат № 010/431)
Зенитно-пулеметная рота (штат № 010/451),
83-й отдельный танковый полк (штат № 010/414, затем штат № 010/465)

## Подчинение
Периоды вхождения в состав Действующей армии:
- с 04.11.1943 по 09.04.1944 года.

- с 05.12.1944 по 09.05.1945 года

| Дата            | Фронт (округ)            | Армия             | Корпус                      | Дивизия | Бригада | Примечания |
| --------------- | ------------------------ | ----------------- | --------------------------- | ------- | ------- | ---------- |
| 01.02.1943 года | Московский военный округ |                   | 8-й механизированный корпус |         |         |            |
| 01.03.1943 года | Московский военный округ |                   | 8-й механизированный корпус |         |         |            |
| 01.04.1943 года | Московский военный округ |                   | 8-й механизированный корпус |         |         |            |
| 01.05.1943 года | Московский военный округ |                   | 8-й механизированный корпус |         |         |            |
| 01.06.1943 года | Московский военный округ |                   | 8-й механизированный корпус |         |         |            |
| 01.07.1943 года | Московский военный округ |                   | 8-й механизированный корпус |         |         |            |
| 01.08.1943 года | Московский военный округ |                   | 8-й механизированный корпус |         |         |            |
| 01.09.1943 года | Московский военный округ |                   | 8-й механизированный корпус |         |         |            |
| 01.10.1943 года | Московский военный округ |                   | 8-й механизированный корпус |         |         |            |
| 01.11.1943 года | Московский военный округ |                   | 8-й механизированный корпус |         |         |            |
| 01.12.1943 года | 2-й Украинский фронт     |                   | 8-й механизированный корпус |         |         |            |
| 01.01.1944 года | 2-й Украинский фронт     |                   | 8-й механизированный корпус |         |         |            |
| 01.02.1944 года | 2-й Украинский фронт     |                   | 8-й механизированный корпус |         |         |            |
| 01.03.1944 года | 2-й Украинский фронт     |                   | 8-й механизированный корпус |         |         |            |
| 01.04.1944 года | 2-й Украинский фронт     |                   | 8-й механизированный корпус |         |         |            |
| 01.05.1944 года | РВГК                     |                   | 8-й механизированный корпус |         |         |            |
| 01.06.1944 года | РВГК                     |                   | 8-й механизированный корпус |         |         |            |
| 01.07.1944 года | РВГК                     |                   | 8-й механизированный корпус |         |         |            |
| 01.08.1944 года | РВГК                     |                   | 8-й механизированный корпус |         |         |            |
| 01.09.1944 года |                          |                   | 8-й механизированный корпус |         |         |            |
| 01.10.1944 года | РВГК                     |                   | 8-й механизированный корпус |         |         |            |
| 01.11.1944 года | РВГК                     |                   | 8-й механизированный корпус |         |         |            |
| 01.12.1944 года | 2-й Белорусский фронт    |                   | 8-й механизированный корпус |         |         |            |
| 01.01.1945 года | 2-й Белорусский фронт    |                   | 8-й механизированный корпус |         |         |            |
| 01.02.1945 года | 2-й Белорусский фронт    | 2-я ударная армия | 8-й механизированный корпус |         |         |            |
| 01.03.1945 года | 2-й Белорусский фронт    |                   | 8-й механизированный корпус |         |         |            |
| 01.04.1945 года | 2-й Белорусский фронт    |                   | 8-й механизированный корпус |         |         |            |
| 01.05.1945 года | 2-й Белорусский фронт    |                   | 8-й механизированный корпус |         |         |            |

## Командиры

### Командиры бригады
- Иваненко, Нил Андреевич (00.08.1943), подполковник, врид[1].
- Андерсон, Карл Эрнстович (00.08.1943 — 00.08.1944), полковник[2][3].
- Горбенко, Иван Васильевич (00.08.1944 — 00.08.1945 года), полковник[4].

### Начальники штаба бригады
- Землянский (00.09.1943), капитан;
- Колмаков (00.09.1943 — 00.12.1943), майор[5];
- Колушев Павел Степанович (00.12.1943 — 00.04.1945), майор;
- Маняхин (00.04.1945 — 00.05.1945), капитан[6]
- Колушев Павел Степанович (00.05.1945 — 00.08.1945), майор[7]

### Начальник политотдела, заместитель командира по политической части
- Иваненко Нил Андреевич (00.08.1943 — 14.12.1943), подполковник (14.12.1943 убит в бою).

## Отличившиеся воины
| Награда | Ф. И. О.                | Должность      | Звание            | Дата награждения                                               | Примечания |
| ------- | ----------------------- | -------------- | ----------------- | -------------------------------------------------------------- | ---------- |
|         | Акимов, Виктор Иванович | командир танка | младший лейтенант | Указ Президиума Верховного Совета СССР от 10 марта 1944 года   |            |
|         | Зыбин, Иван Фёдорович   | стрелок        | рядовой           | Указом Президиума Верховного Совета СССР от 10 марта 1944 года |            |

## Награды и наименования
| Награда, наименование     | Документ о награждении                      | За что получена |
| ------------------------- | ------------------------------------------- | --- |
| Орден Красного Знамени    | Указ Президиума ВС СССР от 26.04.1945 года. | За образцовое выполнение заданий командования в боях с немецкими захватчиками при овладении городами Бытув и Косьцежина и проявленные при этом доблесть и мужество                                      |
| Орден Суворова II степени | Указ Президиума ВС СССР от 04.06.1945 года. | За образцовое выполнение заданий командования в боях с немецкими захватчиками при овладении городами Штральзунд, Гриммен, Деммин, Мальхин, Варен, Везенберг и проявленные при этом доблесть и мужество. |